# 馬爾伊夫卡 (巴甫洛格勒區)
48°36′8″N 36°13′32″E / 48.60222°N 36.22556°E
馬爾伊夫卡（烏克蘭語：Мар'ївка），是烏克蘭的村落，位於該國中部第聶伯羅彼得羅夫斯克州，由巴甫洛格勒區負責管轄，處於大捷爾尼夫卡河畔，距離新魯西1公里，海拔高度83米，2001年人口350。